# Paul Whetnall
Paul Whetnall (19 de febrero de 1947-1 de mayo de 2014) fue un deportista británico que compitió en bádminton para Inglaterra en la modalidad individual. Ganó dos medallas de bronce en el Campeonato Europeo de Bádminton en los años 1970 y 1976.

## Palmarés internacional
| Representando a Inglaterra |                           |                   |            |
| Campeonato Europeo         |                           |                   |            |
| Año                        | Lugar                     | Medalla           | Prueba     |
| 1970                       | Port Talbot (Reino Unido) | Medalla de bronce | Individual |
| 1976                       | Dublín (Irlanda)          | Medalla de bronce | Individual |